# Alfred II de Windisch-Graetz
Le prince Alfred II de Windisch-Graetz, ou Windischgrätz, né Alfred Nikolaus zu Windisch-Graetz le 28 mars 1819 à Vienne et mort le 28 avril 1876 au château de Tachau (cs) en Bohême, est un aristocrate et général autrichien.

## Biographie
Comme trois de ses frères, le prince Alfred de Windisch-Graetz fait une carrière dans l'armée impériale autrichienne et devient général. Il est le fils du fameux maréchal-prince Alfred Ier de Windisch-Graetz (1787-1862) et de son épouse, née princesse Éléonore zu Schwarzenberg (1796-1848). Sa mère est assassinée à Prague à l'époque des révolutions nationalistes de 1848 et il est lui-même blessé. Il devient aide-de-camp de son père et le suit dans ses campagnes.
Il participe à la Bataille de Königgrätz (Sadowa, en français) pendant la guerre austro-prussienne de 1866, à la tête de deux régiments et il est sérieusement blessé. Il meurt des suites de cette blessure dix ans plus tard.
Le prince épouse en 1850 la princesse Edwige de Lobkowicz qui meurt en 1856, après lui avoir donné un fils unique, le prince Alfred III de Windisch-Graetz.